# 陶陶區
47°39′00″N 18°20′00″E / 47.6500°N 18.3333°E

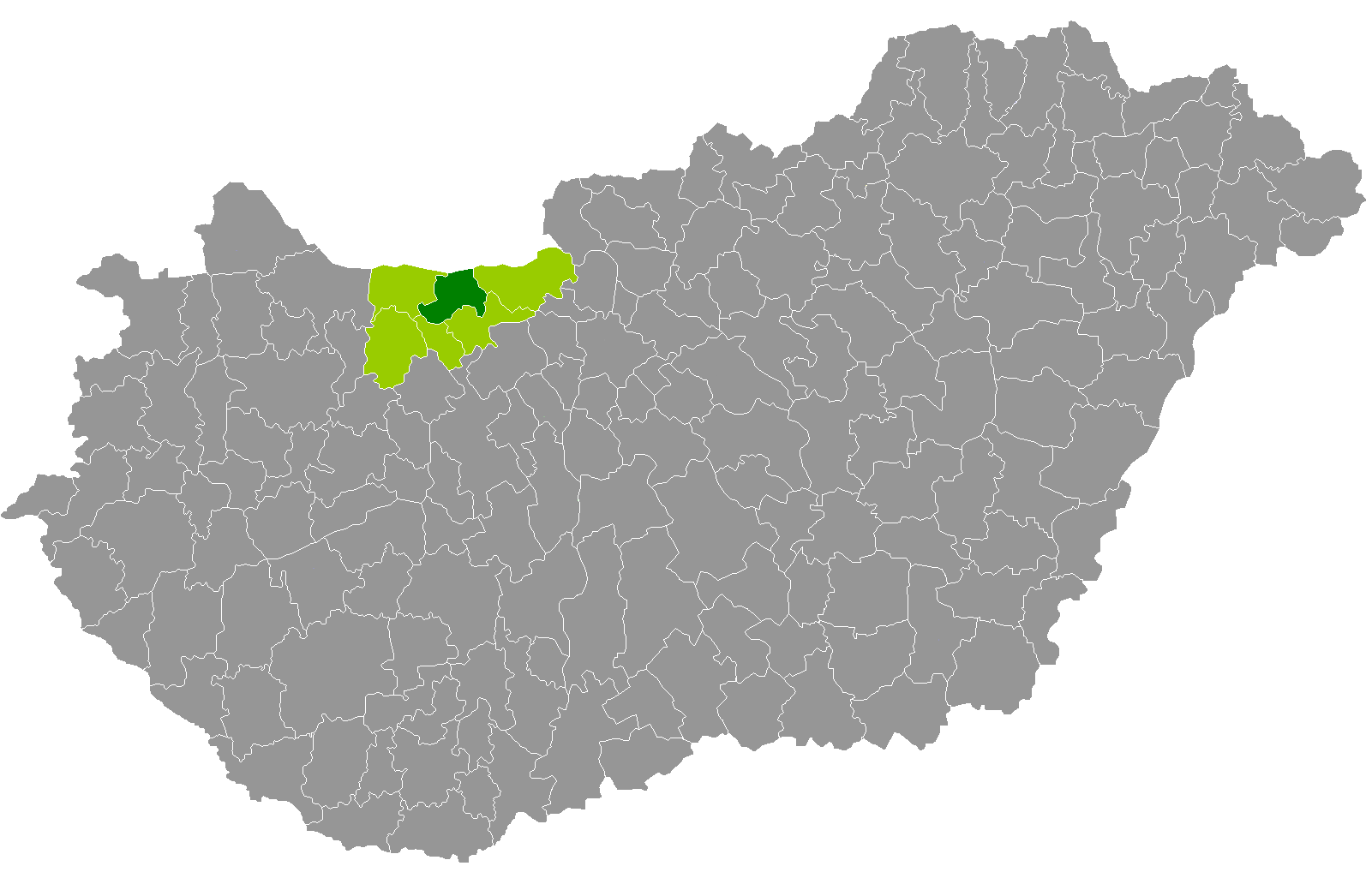

陶陶區（匈牙利語：Tatai járás），是匈牙利科馬羅姆-埃斯泰爾戈姆州的一個區，位於該國北部区府設於陶陶，面積307平方公里，2011年人口38,783，人口密度每平方公里126人。

## 市镇
陶陶区包含1个城镇和9个村庄。